# Casekow
Casekow es un municipio situado en el distrito de Uckermark, en el estado federado de Brandeburgo (Alemania), a una altitud de 22 metros. Su población a finales de 2016 era de 1900 habs. y su densidad poblacional, 20 hab/km².